# Ylämaa
Ylämaa este o fostă comună din Finlanda.